# Moniliformis siciliensis
Espèce
Synonymes
- Moniliformis pseudosegmentatus (Knupffer, 1888)

Moniliformis siciliensis est une espèce d'acanthocéphales de la famille des Moniliformidae. C'est un parasite digestif de rongeurs (Sciuridés, certains Muridés) et notamment le Spermophile. Les hôtes intermédiaires sont des coléoptères Tenebrionidae.